# مونوسلو
مونوسلو (به مجاری:  Monoszló) یک شهرداری در مجارستان است که در ناحیه بالاتون‌فورد واقع شده‌است. مونوسلو ۷٫۴۶ کیلومتر مربع مساحت و ۱۶۲ نفر جمعیت دارد.